# تورل بیلی
تورل بیلی (انگلیسی: Thurl Bailey؛ زادهٔ ۷ آوریل ۱۹۶۱) بازیکن بسکتبال و بازیگر اهل ایالات متحده آمریکا است.
از باشگاه‌هایی که در آن بازی کرده‌است می‌توان به پانیونیس، المپیا میلان، یوتا جاز، و مینه‌سوتا تیمبرولوز اشاره کرد.